# Tribulations
«Tribulations» es una canción de la banda estadounidense LCD Soundsystem, lanzada como sencillo el 27 de septiembre de 2005. Es la tercera pista en el Disco 1 del álbum doble debut homónimo. La portada del sencillo fue diseñada por Michael Vadino para DFA Design. Alcanzó el número 59 en la lista de sencillos del Reino Unido.

## Apariciones
La canción aparece en el videojuego Project Gotham Racing 3 de 2005, el videojuego Driver: Parallel Lines de 2006, y en el episodio "Night Out" de la serie estadounidense The Office. Aparece en el juego Dance Dance Revolution Hottest Party 2 para Wii como una canción disponible para bailar

## Video musical
El video musical de «Tribulations« se estrenó en agosto de 2005. Fue dirigido por Dougal Wilson y producido por Coronel Blimp. Muestra a James Murphy caminando a través de varias pantallas, a veces saliendo de una pantalla en el entorno real, solo para regresar a la siguiente pantalla.

## Lista de canciones
| Sencillo en vinilo de 7" |                                  |          |  |
| N.º                      | Título                           | Duración |  |
| 1.                       | «Tribulations» (Edit)            | 3:52     |  |
| 2.                       | «Tribulations» (Shallow Version) | 4:45     |  |

| Sencillo en CD |                                                      |          |  |
| N.º            | Título                                               | Duración |  |
| 1.             | «Tribulations» (Radio Edit)                          | 3:55     |  |
| 2.             | «Tribulations» (Album Version)                       | 5:01     |  |
| 3.             | «Tribulations» (Tiga's Out of the Trance Closet Mix) | 7:06     |  |
| 4.             | «Tribulations» (Lindstrøm Mix)                       | 7:56     |  |
| 5.             | «Tribulations» (Album Instrumental)                  | 5:02     |  |